# Kantonnale Bank van Graubünden

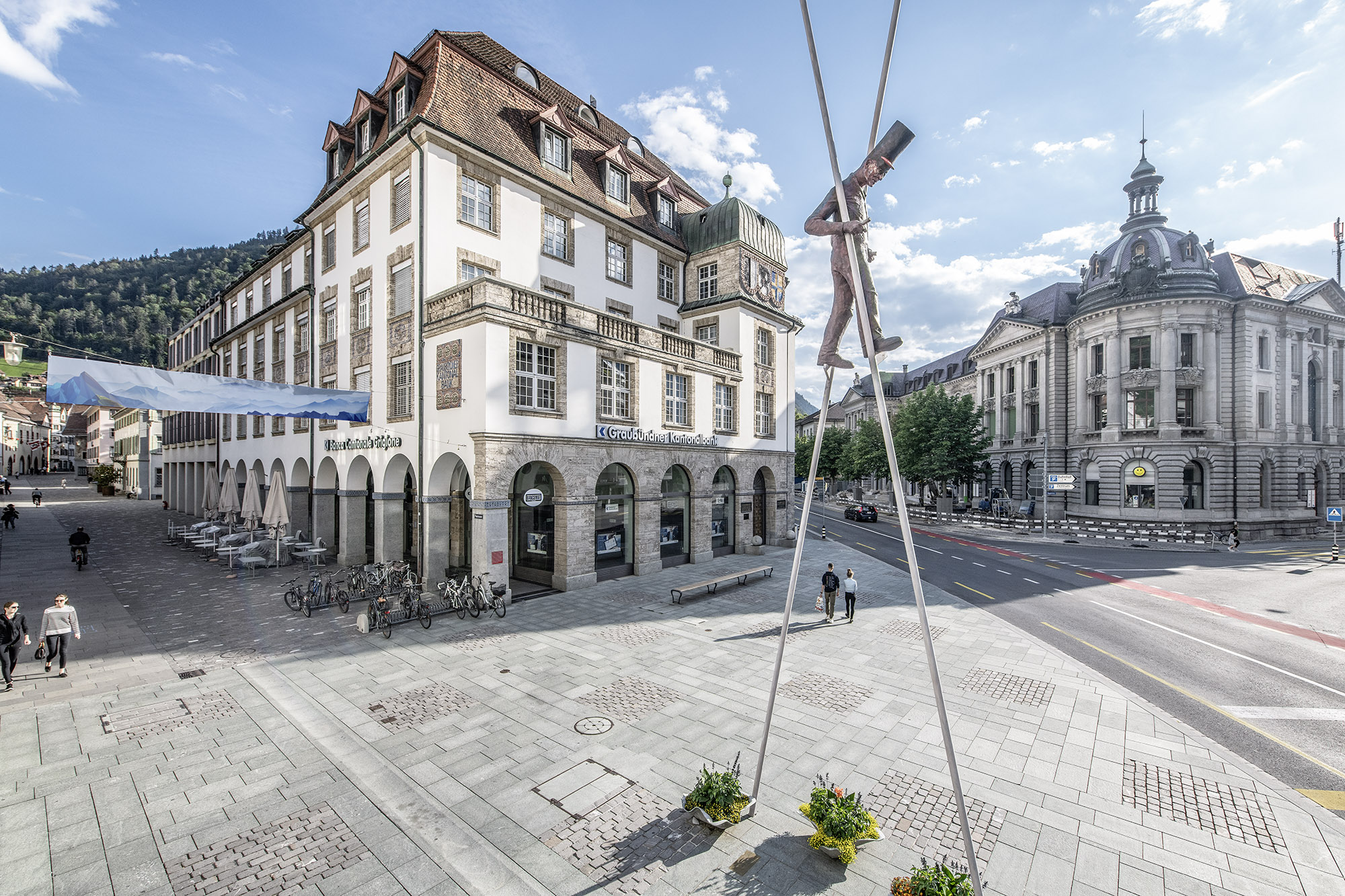
Hoofdzetel van de Kantonnale Bank van Graubünden op de Postplatz in Chur.

De Kantonnale Bank van Graubünden (Duits: Graubündner Kantonalbank, Reto-Romaans: Banca Chantunala Grischuna, Italiaans: Banca Cantonale Grigione) is een Zwitserse kantonnale bank en heeft zijn hoofdzetel in Chur in het kanton Graubünden.

## Geschiedenis
De bank werd opgericht in 1870. De bank heeft een balanstotaal van 30,9 miljard Zwitserse frank en telt ongeveer 784 personeelsleden en 49 bankfilialen. De deposito's bij de Kantonnale Bank van Graubünden vallen volledig onder een staatswaarborg die wordt gewaarborgd door het kanton Graubünden.

## Bestuurders
- Arno Theus (1959-1982)[1]

- Gemeinsame Normdatei: 2012552-5

Aargau · Appenzell Innerrhoden · Basel-Landschaft · Basel-Stadt · Bern · Fribourg · Genève · Glarus · Graubünden · Jura · Luzern · Neuchâtel · Nidwalden · Obwalden · Sankt Gallen · Schaffhausen · Schwyz · Thurgau · Ticino · Uri · Vaud · Wallis · Zug · Zürich